# المدرسة السعيدية الثانوية العسكرية بنين

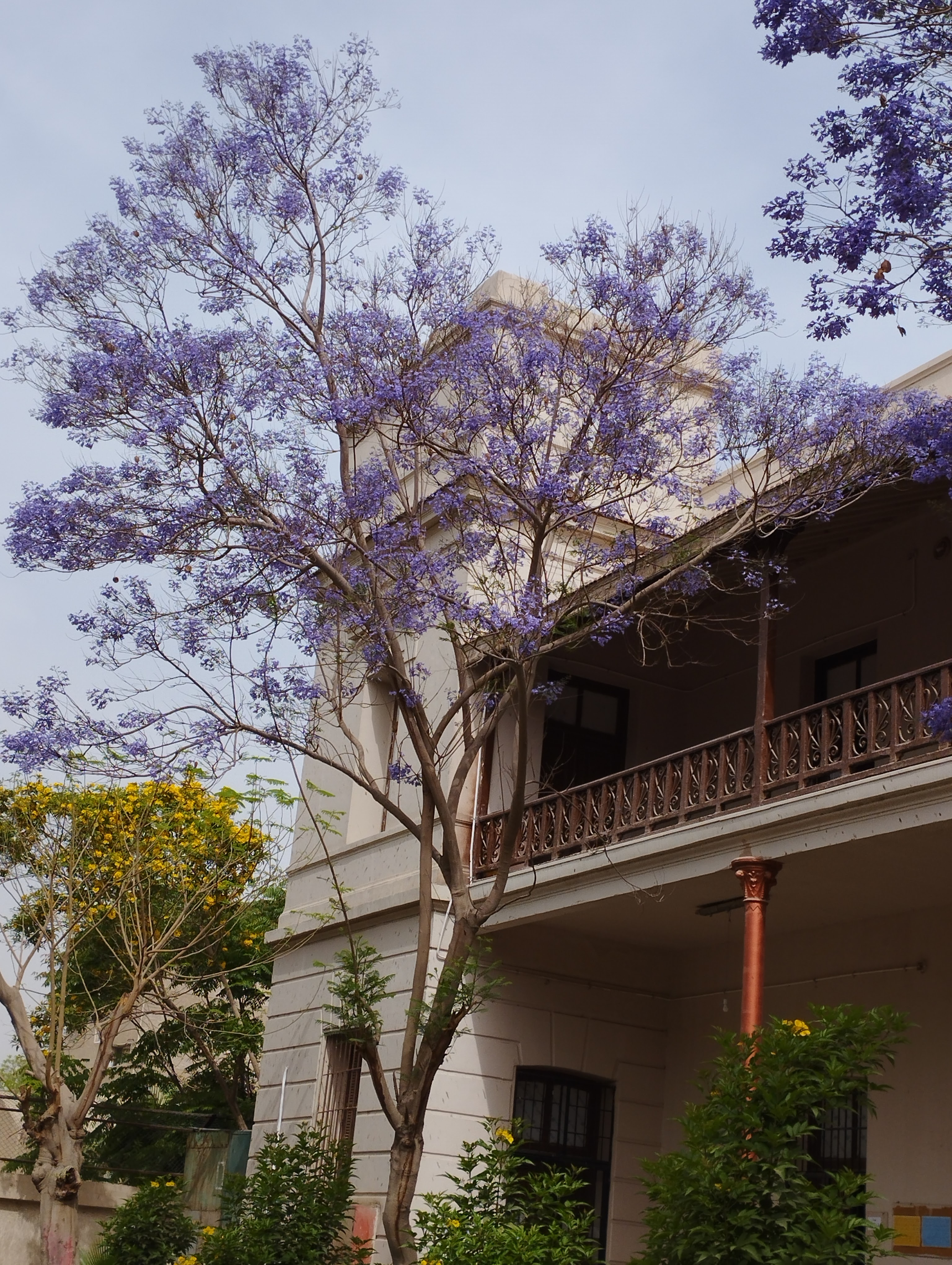
المدرسة السعيدية الثانوية العسكرية بنين

المدرسة السعيدية هي مدرسة ثانوية في مصر، أنشأت في 8 سبتمبر عام 1908، وتُعد الأكبر مساحة في الشرق الأوسط حيث تمتلك السعيدية ما يقرب من ستة مباني، منها المباني الإدارية والتعليمية وبها ملعب كرة قدم وصالة ألعاب مغطاة وبها أيضًا مسرح يعد من أعرق مسارح وزارة التربية والتعليم.

## الموقع
المدرسة السعيدية هي مدرسة للثانوية العامة تقع ملاصقة لجامعة القاهرة في محافظة الجيزة وتتبع المدرسة لإدارة جنوب الجيزة التعليمية.

## تاريخ المدرسة
أنشئت في 8 سبتمبر عام 1908م، بعدما أصدر دوجلاس دنلوب قرارًا بذلك، وأنشئت بسراي الأميرة جميلة، وكانت تجري العادة الملكية المصرية على إطلاق أسماء العائلة المالكة على المنشآت الهامة فكانت المدرسة السعيدية من نصيب سعيد بن محمد على باشا، ومصنفة كثاني أعرق المدارس على مستوى الشرق الأوسط والأولى مصرياً.
تخرجت أول دفعة طلابية منها عام 1909، وكان أحمد باشا عبد الوهاب «وزير المالية السابق» هو الأول على تلك الدفعة، وتحولت المدرسة إلى مستشفى إبان الحرب العالمية الأولى عام 1914 ولمدة 4 سنوات وانتقلت الدراسة خلالها إلى مبنى الجامعة الأمريكية الحالي بباب اللوق، لتعود بعدها إلى شارع الجامعة.
خرجت منها أكثر من مظاهرة طلابية، وكان لها تأثيرها البالغ في أحداث ثورة 1919م، وسقط منها شهيداً شيعته القاهرة يوم 14 مارس 1919م في جنازة مهيبة وشهيد أيضا يوم26 مارس 2014م.
قامت المدرسة بإصدار مجلة تحمل اسمها «السعيدية» عام 1934م، وذلك في عهد نظارة أمين إبراهيم كحيل، ونالت المجلة شهادة الامتياز والتفوق في مسابقة الصحافة المدرسية بين مدارس الجيزة. وتأسست جمعية لخريجي السعيدية على يد الفنان أحمد مظهر، والمهندس عثمان أحمد عثمان، وذلك عقب احتفالهم بعيدها الـ75، وبلغ عدد مؤسسيها 39 خريجًا، وتم إشهارها في الشئون الاجتماعية تحت رقم 645 لسنة 81.
تعاقب عليها 33 ناظراً، كان أولهم مستر «شارمن» لمدة 12 عاماً ومن بعده مستر «هبارد» لمدة عامين، ثم تولى مسئوليتها نظار مصريين، بعدما نجح سعد زغلول في تخليصها من التقاليد الإنجليزية، وتولى أحمد محمد صقر لمدة 11 عاماً، تلاه جعفر النفراوي لمدة 7 سنوات ثم محمد أحمد المصري لمدة 6 سنوات، وصولاً إلى صبح محمد فرج ثم جمال البهنساوى ثم رمضان عبد العظيم وناصر شعبان وبعده حسين منصور.
ولاتحاد طلابها انجازات عديدة في كونهم الطلاب المثاليين علي مستوي الجمهورية والقيادات الطلابية للتعليم الثانوي وصوت الطلاب في حل مشاكلهم ويعد آخر رئيس اتحاد طلاب للمدرسة السعيدية هو عبدالله خالد سلامة الطالب المثالي الثالث علي مستوي جمهورية مصر العربية لفترتين الأولي في العام الدراسي
2021/2022 _ والثانية في العام الدراسي 2022/2023

## من مشاهير الخريجين
- فن: يوسف وهبي، أحمد مظهر، صلاح السعدني، عادل هاشم، خليل مرسي، أحمد خليل.
- سياسة: حسين سري باشا، نور الدين طراف، مصطفى خليل، عاطف عبيد، يوسف والي، فؤاد سراج الدين، أحمد سميح طلعت، أنور أبو سحلي، فاروق سيف النصر، حسن خضر، حامد السايح، محمد إبراهيم كامل، ماهر أباظة، عبد المنعم عمارة، حسن فهمي البدوي.
- رياضة: حسين حجازي أبو الكرة المصرية، محمود مختار (مختار التتش)،صالح سليم، عادل هيكل، وأحمد شوبير.
- إعلام: محمد التابعي، كمال الملاخ، جلال الدين الحمامصي، ومحمود عبد المنعم مراد، ومرسي عطا الله، أحمد بهاء الدين، محمد الحيوان، ومصطفي نبي.
- الهندسة: المهندس محمد صبري محمد
- ومن فناني الكاريكاتير: جمعة فرحات (رمسيس زخاري).
- وكذلك تخرج منها: ثلاثة من رجال المخابرات العامة المصرية الذين صاغوا ملحمة رأفت الهجان وهم:

1. السفير حسن شاش (حسن القطان).
2. اللواء عبد العزيز الطودي (عزيز الجبالي).
3. محمد أحمد نسيم (نديم هاشم).

- وأيضاً من خريجيها:

1. محمد_سعيد_محمد (محمد السمري) مؤسس المعبد و الملقب ب الكاهن

```
عبد الرحمن عزام
 أول أمين عام 
جامعة الدول العربية
، والكاتب 
فكري باشا أباظة
 
وتوفيق الحكيم
 وعالم الذرة 
علي مصطفى مشرفة
، 
وعثمان أحمد عثمان
، 
وعزيز أباظة
، 
عمر رفعت إسماعيل
 
اللاعب احمد حسن حمدي
وعبدالله احمد عبدالغني ابو عمر  
```

## وصلات خارجية
- «السعيدية» تحتفل بمئويتها.. وبتاريخ من التميز